# Chaos Horrific
Chaos Horrific är det amerikanska death metal-bandet Cannibal Corpses sextonde studioalbum, utgivet den 22 september 2023 på etiketten Metal Blade Records. Albumet är utgivet på CD, LP, kassett och som digital nedladdning.

## Låtlista
1. Overlords of Violence – 3:07
2. Frenzied Feeding – 3:33
3. Summoned for Sacrifice – 4:05
4. Blood Blind – 4:34
5. Vengeful Invasion – 4:44
6. Chaos Horrific – 3:32
7. Fracture and Refracture – 3:36
8. Pitchfork Impalement – 3:16
9. Pestilential Rictus – 4:13
10. Drain You Empty – 4:35

## Medverkande
- George "Corpsegrinder" Fisher – sång
- Erik Rutan – sologitarr
- Rob Barrett – kompgitarr
- Alex Webster – basgitarr
- Paul Mazurkiewicz – trummor